# Килитбахир
Килитбахир (Килид-Бар, тур. Kilitbahir от Kilid-ül Bahir — «Морская крепость») — деревня в Турции. Расположена на Галлипольском полуострове, на европейском (западном) берегу пролива Дарданеллы, напротив города Чанаккале, у самого узкого месте пролива, где ширина пролива немногим более 1 км (у Чанакской теснины), к югу от Эджеабата. Относится к району Эджеабат в иле Чанаккале.

## История
Крепость Килитбахир построена султаном Мехмедом II в 1462 году, вскоре после падения Константинополя, одновременно с расположенной прямо напротив на азиатском берегу крепостью Кале-Султание (Чименлик). Крепости контролировали проход через черноморские проливы из Эгейского в Мраморное море. У крепостей останавливались все суда, входящие и выходящие из пролива. Пушки крепостей могли вести перекрёстный огонь по фарватеру. В плане крепость похожа на трилистник (трёхпластинчатый лист клевера). Огромные массивные каменные постройки многократно перестраивалась. В 1541 году султан Сулейман I отремонтировал крепость Килитбахир. Во время ремонта была построена крепостная стена, окружающая южную часть, и башня (Sarıkule). Второй раз крепость была восстановлена в 1870 году султаном Абдул-Азизом. Первоначальной внешней стены северной приморской части сегодня не существует. Северная часть этого участка была перестроена в 1893—1894 гг. султаном Абдул-Хамидом II. В южной части приморских стен были расположены орудия. В период с 2011 по 2013 год крепость была отреставрирована. В 2015 году крепость открыта как выставочное пространство. 

Укрепления пролива Дарданеллы в 1915 году

Одновременно с крепостью возникла деревня Килитбахир, в которой сохранились памятники османской архитектуры — мечеть Фатих и другие, множество фонтанов, традиционные особняки, руины двух хаммамов и другие.
К югу от старой крепости расположен бастион Намазие (Namazgâh Tabyası, Rumeli Aziziye Tabyası), перестроенный султаном Абдул-Азизом в 1892 году. Во время Дарданелльской операции Первой мировой войны в крепости Килитбахир находилась береговая батарея из 21 орудий Круппа калибром 21—35 см. В бастионе Намазие находилась батарея из 16 орудий калибром 26—21 см. Ещё южнее расположен форт Румели Меджидие (Rumeli Mecidiye Tabyası) с батареей из 2 орудий калибром 28 см и 4 орудий калибром 24 см. Между Намазие и Румели находилась батарея Хамидие II (Гамидие, Rumeli Hamidiye Tabyası) с 2 орудиями Krupp калибра 35 см и 1 полевым орудием, построенная султаном Абдул-Хамидом II. 18 марта 1915 года форт Румели был обстрелян англо-французской эскадрой.